# Serhiy Shevchuk (cầu thủ bóng đá, sinh 1985)
Bản mẫu:Eastern Slavic name
Serhiy Mykolayovych Shevchuk (tiếng Ukraina: Сергій Миколайович Шевчук; sinh ngày 18 tháng 6 năm 1985) là một tiền vệ bóng đá người Ukraina. Anh thi đấu cho F.K. Tambov.